# Crotalaria martiana
Crotalaria martiana är en ärtväxtart som beskrevs av George Bentham. Crotalaria martiana ingår i släktet sunnhampor, och familjen ärtväxter. Utöver nominatformen finns också underarten C. m. mohlenbrockii.